# Podzamcze (osada w powiecie łęczyńskim)
Podzamcze – osada w Polsce położona w województwie lubelskim, w powiecie łęczyńskim, w gminie Łęczna.
W latach 1975–1998 miejscowość należała administracyjnie do województwa lubelskiego.